# Тюркаре
«Тюркаре, или Финансист» (фр. Turcaret ou le Financier) — пьеса французского писателя Алена-Рене Лесажа, впервые поставленная на сцене в 1709 году.

## Сюжет
Главный герой пьесы — французский финансист, который из-за собственной глупости приходит к полному краху. Лесаж изображает мир дельцов, беспощадных к своим жертвам, прикрывающих своё нравственное падение щедростью и благородством в обращении с светским и полусветским обществом. Важную роль в действии играют плутоватые лакеи, управляющие судьбой своих доверчивых хозяев.

## Значение
Театральная премьера «Тюркаре» имела огромный общественный резонанс. Имя главного героя стало нарицательным и превратилось в символ целой эпохи. Сент-Бёв впоследствии констатировал: «Лесаж написал „Тюркаре“ за несколько лет до того, как настоящий Тюркаре поднялся на вершину славы в эпоху Регентства».